# Alan Heeger
Alan J Heeger, född 22 januari 1936 i Sioux City, Iowa, är en amerikansk vetenskapsman som mottog Nobelpriset i kemi år 2000. Han tilldelades priset för "upptäckten och utvecklandet av ledande polymerer". Han delade priset med amerikanen Alan MacDiarmid och japanen Hideki Shirakawa.
Sedan 1982 är han professor i fysik och leder "The Institute for Polymers and Organic Solids" vid University of California, Santa Barbara. Sedan 1987 är han också professor of Materials (in Engineering) vid samma universitet. Han är Adjunct Professor of Physics vid University of Utah sedan 1999 och Chief Scientist vid UNIAX Corporation.
Vanligtvis leder plaster inte elektrisk ström. I själva verket används plast just som isolering kring koppartrådarna i vanliga elsladdar. Det har dock visat sig vara möjligt att göra vissa plaster elektriskt ledande.
Plaster är polymerer, molekyler som upprepar sin struktur regelbundet i långa kedjor. För att en polymer ska kunna leda elektrisk ström måste den bestå av omväxlande enkel- och dubbelbindningar mellan kolatomerna. Den måste också "dopas", vilket innebär att man plockar bort elektroner (genom oxidation) eller för in extra elektroner (genom reduktion). Dessa "hål" eller extra elektroner kan röra sig längs polymerkedjan - den blir elektriskt ledande.
Heeger, MacDiarmid och Shirakawa var pionjärer inom detta område på slutet av 1970-talet och har därefter utvecklat ledande polymerer till ett forskningsfält av stor betydelse. Området har också gett upphov till viktiga praktiska tillämpningar. Ledande plaster används, eller är under industriell utveckling, i till exempel antistatmedel för fotografisk film, skärmskydd mot strålning från datorer och "smarta" fönster (som kan utestänga solljus). Nyligen har dessutom halvledande polymerer fått tillämpningar i ljusdioder och solceller samt som i displayer på mobiltelefoner och TV-skärmar i miniformat.